# Васкяліте Валентина Іонівна
Васкялі́те Валенти́на Йо́нівна (нар. 15 червня 1993, м. Київ) — українська художниця. Член Національної спілки художників України (2023)..

## Біографія
Народилася 15 червня 1993 року у Києві. Закінчила факультет живопису Національної академії образотворчого мистецтва України (2017). Викладачі: Гурін В. І., Стороженко Н. А., Твердий А. М., Виродова-Готьє В. Г., Ковтонюк І. А.

Живе у рідному місті.

## Творчість
Працює в царині станкового живопису. Полотнам притаманна імпресіоністична манера. Учасниця багатьох всеукраїнських художніх виставок.

Основні твори: «Нічна Лавра» (2020), «Карпати» (2020), «Чорна гора» (2021), «Одеса» (2021), «Андріївський узвіз» (2022)

Членкиня НСХУ з 2023 р.